# Go Hyun-jung
Go Hyun-jung (Hangul: 고현정) es una actriz coreana.

## Biografía
El 6 de agosto de 2021 se anunció que como medida de prevención la actriz se había sometido a una prueba para descartar COVID-19 (la cual dio negativo), después de que se le notificara que un miembro del staff de la serie "A Person Like You" diera positivo un día antes.

## Carrera
Es miembro de la agencia IOK Company.
Debutó en el Miss Corea de 1989 y posteriormente protagonizó Sandglass, una de las más aclamadas series en la historia televisiva surcoreana. Se retiró después de casarse con el chaebol Chung Yong-jin en 1995, pero regresó a la actuación después de su divorcio en 2003. Desde entonces recuperó su estado de estrella en Corea, convirtiéndose en la actriz mejor pagada de la televisión, después del éxito de las series Queen Seondeok y Daemul.
En octubre de 2021 se unió al elenco principal de la serie A Person Like You donde dio vida a Jung Hee-joo, una mujer fiel a sus deseos, quien aunque creció en la pobreza y tuvo una infancia competitiva, se convierte en una exitosa artista y escritora de ensayos.
En 2022 se unió al elenco de la serie La chica enmascarada, donde interpreta a Kim Mo-mi, una jockey de transmisión por Internet (BJ) que trabaja mientras se cubre la cara con una máscara.
En 2024 protagonizó la serie de ENA Namib, con el personaje de una productora musical que es despedida de su agencia y decide ayudar a triunfar a un ídolo fracasado. Tanto el rodaje como la promoción de la serie se vieron complicados por problemas de salud de la actriz, que ni siquiera pudo ir a la presentación de aquella a la prensa.

## Filmografía

### Series televisivas
| Año     | Título                | Personaje              | Canal   | Ref.          |
| ------- | --------------------- | ---------------------- | ------- | ------------- |
| 1990    | Love on a Jujube Tree | Hwang Mal-sook         | KBS     |               |
| 1991    | 맥랑시대              | Shin-ae                | KBS1    |               |
| 1991    | Eyes of Dawn          | Ahn Myeong-ji          | MBC     |               |
| 1992    | A Love Without Fear   | Shin Kyung-ae          | SBS     |               |
| 1992    | Women's Room          | Yoon Hee-soo           | MBC     |               |
| 1992    | Winter Rainbow        | Mi-ae                  | KBS2    |               |
| 1993    | My Mother's Sea       | Kim Young-seo          | MBC     |               |
| 1994    | Farewell              | Kim Ye-rim             | SBS     |               |
| 1995    | Sandglass             | Yoon Hye-rin           | SBS     |               |
| 2005    | Spring Day            | Seo Jung-eun           | SBS     |               |
| 2006    | What's Up Fox?        | Go Byung-hee           | MBC     |               |
| 2007    | H.I.T                 | Cha Soo-kyung          | MBC     |               |
| 2009    | Queen Seondeok        | Mishil                 | MBC     |               |
| 2010    | Daemul                | Seo Hye-rim            | SBS     |               |
| 2013    | The Queen's Classroom | Ma Yeo-jin             | MBC     |               |
| 2016    | Dear My Friends       | Park Wan               | tvN     |               |
| 2018    | Return                | Choi Ja-hye (Ep. 1-15) | SBS     |               |
| 2021    | A Person Like You     | Jung Hee-joo           | JTBC    |               |
| 2022    | La chica enmascarada  | Kim Mo-mi              | Netflix | [ 9 ] [ 10 ]  |
| 2024-25 | Namib                 | Kang Soo-hyun          | ENA     | [ 11 ] [ 12 ] |

### Películas
| año  | título                              | rol                   | notas                        |
| ---- | ----------------------------------- | --------------------- | ---------------------------- |
| 2006 | Woman on the Beach                  | Kim Mun-suk           |                              |
| 2009 | Like You Know It All                | Go Soon               |                              |
| 2009 | Actresses                           | ella misma            | acreditada como co-guionista |
| 2011 | The Last Tundra - Movie Edition     | Documental, narradora |                              |
| 2011 | The Day He Arrives                  | Cinema fan (cameo)    |                              |
| 2012 | Miss Conspirator                    | Chun Soo-ro           |                              |
| 2017 | A Winter Guest Scarier Than A Tiger | Yoo-jeong             |                              |

### Espectáculos de variedad
| Año       | Título                              | Canal | Notas                |
| --------- | ----------------------------------- | ----- | -------------------- |
| 1990      | 시청자와 함께                       | KBS   |                      |
| 1990      | Family Arcade                       | KBS   |                      |
| 1990-1991 | Show! Saturday Express              | KBS   | presentadora         |
| 1991-1992 | Saturday March                      | KBS   | presentadora         |
| 1994      | Between Night and Music             | KBS   |                      |
| 2010      | Beop Jeong: May All Beings Be Happy | MBC   | Documental narradora |
| 2010      | The Last Tundra                     | SBS   | Documental narradora |
| 2012      | GO Show                             | SBS   | presentadora         |

### Presentadora
| Año  | Título                    | Notas                     |
| ---- | ------------------------- | ------------------------- |
| 2021 | 57th Baeksang Arts Awards | presentadora de categoría |

## Discografía
| Información de álbum | Listado de pista |
| --- | --- |
| Pintura de acuarela en un Día Lluvioso 2 OST - Tres pistas - Liberado: 5 de noviembre de 1990 - Etiqueta:                          | Track listing 05. 아직도 우리곁에는 - Kim Dong-hwan, Kang In-won, Go Hyun-jung, Lee Jae-jin 06. 언제나 아침이면 - Go Hyun-jung, Lee Jae-jin 09. 처음 만날때부터 - Go Hyun-jung              |
| Felicidad extraña (낯선 행복) - Álbum - Liberado: marzo de 1994 - Etiqueta: Pearl Registros - Re-Liberado en 2004 Poema & Canción  | Track listing 1. 처음 만날때부터 2. 낯선 행복 3. 가장 슬픈일 4. 일기 I 5. 당신을 사랑합니다 6. 그대는 참 좋겠네 7. 나의 빛 8. 그 남자는 9. 일기 II 10. 눈동자를 위한 소나타 11. 너를 보내고 |
| 三人三色 (ómnibus) - Tres sigue cada cual de Chae Shi-ra, Va Hyun-jung, y Kil Eun-jeong - Liberado: junio de 1995 - Etiqueta: King | Track listing 04. 가장 슬픈 일 - Go Hyun-jung 05. 당신을 사랑합니다 - Go Hyun-jung 06. 그 남자는 - Go Hyun-jung                                                                             |

## Libro
| Año  | Título                                         | Editor       | ISBN                   |
| ---- | ---------------------------------------------- | ------------ | ---------------------- |
| 2011 | Go Hyun-jung's Texture (Documental de Belleza) | Joongang M&B | ISBN 978-89-6456-149-2 |

## Premios y nominaciones
| Año  | Premio                                                | Categoría                                              | Trabajo nominado        | Resultado |
| ---- | ----------------------------------------------------- | ------------------------------------------------------ | ----------------------- | --------- |
| 1989 | 33.ª Miss Corea                                       | Primera finalista (señorita Corea                      | [NA]: {{{1}}}           | Ganador   |
| 1992 | 28.º Baeksang Premios de Artes                        | mejor actriz nueva (televisión)                        | Amor en un Jujube Árbol | Ganador   |
| 1993 | MBC Premios de obra                                   | Premio de excelencia, Actriz                           | El mar de mi Madre      | Ganador   |
| 1994 | 30.º Baeksang Premios de Artes                        | mejor actriz (televisión)                              | El mar de mi Madre      | Nominado  |
| 1995 | 31.º Baeksang Premios de Artes                        | mejor actriz (televisión)                              | Sandglass               | Nominado  |
| 2000 | SBS Premios de obra                                   | Premio gran Estrella                                   | [NA]: {{{1}}}           | Ganador   |
| 2005 | 41.º Baeksang Premios de Artes                        | mejor actriz (televisión)                              | Día de primavera        | Nominado  |
| 2005 | SBS Premios de obra                                   | Top 10 Estrellas                                       | Día de primavera        | Ganador   |
| 2006 | 7.º Busan Premios de Críticos de la Película          | mejor actriz nueva                                     | Mujer en la Playa       | Ganador   |
| 2006 | 5.ª Película coreana Premios                          | mejor actriz nueva                                     | Mujer en la Playa       | Nominado  |
| 2006 | 5.ª Película coreana Premios                          | mejor actriz                                           | Mujer en la Playa       | Nominado  |
| 2006 | MBC Premios de obra                                   | Premio de Excelencia superior, Actriz                  | Qué es Arriba Zorro?    | Nominado  |
| 2007 | 43.º Baeksang Premios de Artes                        | mejor actriz nueva (Película)                          | Mujer en la Playa       | Nominado  |
| 2007 | 44.ª Campana Magnífica Premios                        | mejor actriz nueva                                     | Mujer en la Playa       | Nominado  |
| 2007 | MBC Premios de obra                                   | Premio de Excelencia superior, Actriz                  | H.Yo.T                  | Nominado  |
| 2009 | Premios de radioemisor                                | mejor actriz                                           | Reina Seondeok          | Ganador   |
| 2009 | Job Corea                                             | Actriz del Año                                         | Reina Seondeok          | Ganador   |
| 2009 | MBC Premios de obra                                   | Grand Prize (Daesang)                                  | Reina Seondeok          | Ganador   |
| 2010 | 22.os Productores de Corea & Directores' (PD) Premios | mejor intérprete, categoría Actriz (televisión)        | Reina Seondeok          | Ganador   |
| 2010 | 46.º Baeksang Premios de Artes                        | mejor actriz (televisión)                              | Reina Seondeok          | Nominado  |
| 2010 | 46.º Baeksang Premios de Artes                        | Grand Prize (Daesang) para Televisión                  | Reina Seondeok          | Ganador   |
| 2010 | 37.ª Corea que Retransmite Premios                    | mejor actriz                                           | Reina Seondeok          | Ganador   |
| 2010 | 5.º Seúl Premios de Obra Internacional                | Actriz coreana excepcional                             | Reina Seondeok          | Ganador   |
| 2010 | SBS Premios de obra                                   | top 10 Estrellas                                       | Daemul                  | Ganador   |
| 2010 | SBS Premios de obra                                   | Premio de Excelencia superior, Actriz de drama         | Daemul                  | Nominado  |
| 2010 | SBS Premios de obra                                   | Grand Prize (Daesang                                   | Daemul                  | Ganador   |
| 2013 | 6.ª Obra de Corea Premios                             | Grand Prize (Daesang                                   | El aula de la Reina     | Nominado  |
| 2013 | MBC Premios de obra                                   | Premio de Excelencia superior, Actriz en una Miniserie | El aula de la Reina     | Nominado  |
| 2016 | tvN10 Premios                                         | mejor actriz                                           | Querido Mis Amigos      | Nominado  |